# Transnationale Geschichte
Transnationale Geschichte ist eine Art der Geschichtsschreibung bzw. der Geschichtsbetrachtung in der Geschichtswissenschaft, bei der die geschichtliche Perspektive über die nationalstaatlich fixierte und begrenzte Geschichtsdeutung einer Nationalgeschichte hinausgeht und die Ausrichtung der Disziplin somit global und weltgeschichtlich wird.
Die Vielzahl der Themen- und Forschungsfelder, die unter transnationalen Aspekten untersucht werden können und somit zur transnationalen Geschichte gehören, ist groß und deutet auf ein beträchtliches Potenzial des Ansatzes hin. Insbesondere die moderne Globalisierung hat zum Aufschwung dieser Perspektive beigetragen, sie verharrt jedoch nicht in zeitgeschichtlichen Betrachtungen, sondern analysiert auch vorangegangene transnationale Phänomene. Ihr organisatorisches Hauptorgan ist das Projekt geschichte.transnational, in dem sich verschiedene Fachforen und internationale Forschergruppen verschiedener Disziplinen organisieren. Wesentliche Ziele sind die Erforschung von transnationalen sozialen, politischen, ökonomischen und kulturellen Vernetzungen und ihren Auswirkungen auf lokale oder nationale Verhältnisse.
Die transnationale Geschichte versteht sich nicht als „Schule“ oder Paradigma, sondern als ein Zugang zur Geschichte neben anderen.

## Begriffsgeschichte
Der Begriff „transnational“ wurde in den 1960er und 1970er Jahren im Zusammenhang der „transnationalen Politik“ oder „transnationaler Beziehungen“ durch Karl Kaiser, Walter Bühl, Robert Keohane und Josef Nye etabliert. In den Geschichts- und Sozialwissenschaften hat der Ansatz seit 1989 kontinuierlich an Relevanz gewonnen. „[…] als transnational [werden] zunächst ganz allgemein all diejenigen Interaktionen zwischen Individuen, Gruppen, Organisationen und Staaten bezeichnet […], die über Grenzen hinweg agieren und dabei über den Nationalstaat hinausgehende Strukturmuster ausbilden“. Es geht hierbei um Transferprozesse, die sich zwischen Gesellschaften ausbilden sowie um die dadurch entstehenden transnationalen Netzwerke. Die Bedeutung dieser Verflechtungen und Vernetzungen beruht auf der Annahme, dass „die Entstehung und Entwicklung der modernen Welt als ‚gemeinsame Geschichte‘“ angesehen werden kann, in der verschiedene Gesellschaften bestimmte Einsichten teilen und die Welt durch Interaktion und Interdependenz gestalten.

## Entwicklung des Ansatzes der transnationalen Geschichte
Die Popularität der transnationalen und weltgeschichtlichen Perspektive geht mit den politischen, wirtschaftlichen und kulturellen Phänomenen der Gegenwart einher. Vor allem seit den 1990er Jahren, mit dem Ende des Kalten Krieges, lässt sich ein weiträumiges, globales Interesse an historischen und sozialwissenschaftlichen Themen feststellen. Hinzu kommt ein allgemeines Interesse an weltgeschichtlichen Problemstellungen, nicht zuletzt durch die Einsicht, dass Geschehnisse an anderen Orten der Welt das eigene Leben beeinflussen. Die transnationale Historiografie bedient sich wissenschaftlicher Methoden, z. B. der historischen Komparatistik, macht sich aber gleichzeitig – als ursprüngliches Gegenmodell des Vergleichs – beziehungsgeschichtliche Ansätze zunutze, da deutlich geworden ist, dass Transferprozesse ohne Vergleiche nicht adäquat beschrieben werden können und das Gleiche umgekehrt gilt.
Hinzu kommt die Forderung nach einer Abgrenzung der transnationalen Geschichte zu anderen Bereichen, versucht man sich doch von einer Geschichtsschreibung, die eine privilegierte Nationalgeschichte zugrunde legt, zu entfernen. Auch von einer eurozentristische Perspektive möchte man sich mithilfe globaler Fragestellungen lösen, ist doch der Gedanke des europäischen Fortschritt und der Linearität in der Geschichtswissenschaft, so Sebastian Conrad, bisher in Abgrenzung zu Kulturen bzw. Gesellschaften in anderen Teilen der Welt konstruiert worden.
Auch die seit den letzten Jahrzehnten voranschreitende Ausweitung internationaler Netzwerke, z. B. von Forschern und Wissenschaftsorganisationen, und neue Formen der Kommunikation, kommen dem transnationalen Ansatz zugute, tragen sie doch dazu bei, dass länderübergreifende Phänomene effizienter analysiert und interpretiert werden können.

## Methodik der transnationalen Historiografie
Die transnationale Geschichte hat verschiedene Instrumente entwickelt oder aufgegriffen, um diese spezielle Form der Geschichtsschreibung zu betreiben. Die beiden wesentlichen Methoden sind der historische Vergleich und die Transferanalyse. Diese Instrumente finden sich bereits bei Marc Bloch, der jene zwei Typen vergleichender Arbeit unterschied. Der erste Typus beinhaltet die Untersuchung von zwei Gesellschaften, die räumlich und zeitlich soweit voneinander getrennt sind, dass zwischen den beiden keine Transferbeziehungen bestehen, der zweite Typus besteht im Vergleich von räumlich nahen, zeitgenössischen Gesellschaften. Bei letzterem muss zwangsläufig auch nach wechselseitiger Beeinflussung, den sogenannten Transferprozessen, gefragt werden. In der modernen Geschichtswissenschaft haben sich diese Kategorien jedoch weiterentwickelt:
Historischer Vergleich: Der historische Vergleich ist die ältere Methode, die auch in Nachbardisziplinen, wie etwa der literaturwissenschaftlichen Komparatistik, bekannt ist.
In der transnationalen Geschichtsschreibung wird ein Vergleich von Phänomenen, Prozessen oder Strukturen in zwei (oder mehr) Ländern vorgenommen, bei dem Unterschiede und Gemeinsamkeiten herausgearbeitet werden und der Bezug auf die Kategorie des Nationalstaats in den meisten Untersuchungen vorausgesetzt wird.
Transferanalyse: Diese Methode findet ihre Anwendung hauptsächlich im Rahmen sogenannter Transferstudien, die eine weitere Möglichkeit des Erkenntnisgewinns der nationalen und transnationalen Strukturen bieten. Hierbei werden, z. B. in der Imperialismusforschung, nicht nur die Wechsel- bzw. Rückwirkungen auf die Ausgangskultur (Imperialmacht), sondern auch die Einflüsse auf die Rezeptionskultur (Kolonie(n)) erforscht. Erforscht werden neben dem Austausch von Gütern, der Transfer von Wissen und Ideen zwischen Gebieten/Ländern und eine Aneignung der neuen Kenntnisse.
Die transnationale Kulturgeschichte beschäftigt sich also einerseits mit dem Vergleich von Nationen hinsichtlich sozialhistorischer, politikwissenschaftlicher und geisteswissenschaftlicher Fragestellungen, andererseits mit ihren Austauschprozessen. Etwa lassen sich Deutschland und Frankreich sowohl (national-)kulturell beleuchten und vergleichen, aber ebenso lässt sich der interkulturelle Transfer zwischen den beiden Ländern analysieren.
In der Praxis sind beide Perspektiven selten ganz klar zu trennen. In der jüngeren Forschung entwickelt sich die Transferanalyse zum Leitmotiv, dem der Vergleich als Hilfsmittel dient, ältere Studien betonen eher den nationalen Vergleich und das Nationale, das dann auch durch Transferprozesse beeinflusst ist.

## Die Geschichtsfelder der transnationalen Geschichte
Die beschriebenen Instrumente der transnationalen Geschichte sind in der Anwendung in der Regel nicht so klar zu trennen. Vergleich, Transfer und andere methodische Vorgehen werden miteinander verwoben und ergänzen sich so.
Generell versteht sich die transnationale Geschichte nicht als turn. Daher stellt sie keine paradigmatischen oder dogmatischen Anforderungen hinsichtlich des Vorgehens und der Gegenstandswahl auf. Diese methodische Offenheit ist eine der Stärken dieser Betrachtungsweise. Entsprechend sind auch die Themen oft stark variabel. Ferner wird keine nur lineare Geschichte geschrieben. Ebenso wie die Kontinuitäten, sind auch die Brüche Bestandteile der transnationalen Geschichte. So besteht beispielsweise Interesse an „verkehrs- und kommunikationstechnischen Innovationen der letzten Jahrzehnte“, da diese eine massive transnationale Vernetzung ermöglichen – gleichzeitig besteht aber auch Interesse an „Prozessen der Ausdünnung oder sogar der Auflösung einmal geknüpfter Bindungen“.
Prinzipiell sind Raum, Zeit und Medium also frei arrangierbar. So böten sich beispielsweise in der transatlantischen Welt viele Möglichkeiten, die von der Geschichte des Sklavenhandels, über die Geschichte des kulinarischen Austauschs bis hin zum Nationalismusexport reichen. Ebenso wären Vorläufer moderner transnationaler Netze interessant, wie etwa Expertennetzwerke im frühen XX. Jahrhundert. Ebenso können auch mentalitätsgeschichtliche Untersuchungen und Erinnerungskultur beleuchtet werden.
Insofern ist die transnationale Geschichte oft eine interdisziplinäre Angelegenheit. Sie versteht sich dem Ursprung nach als Schnittstelle von „Kulturtransferforschung und der Global- oder Weltgeschichte“. Enge Verwandtschaft bildet sich mit Nachbardisziplinen wie Soziologie, Politologie, Kommunikationswissenschaft, aber auch Philosophie oder Philologien aus. Der Zugriff erfolgt auch vice versa, so greifen beispielsweise die Citizenship studies auf die transnationale Perspektive zu, wenn sie sich entwickelnde Zivilgesellschaften jenseits „nationaler“ Grenzen analysieren.

## Die Postcolonial Studies
Eine Form der transnationalen Geschichtsschreibung stellen die „Postcolonial Studies“ dar. Gegenstand dieser sind die, von Repräsentanten ehemaliger westlicher Kolonien untersuchten, soziokulturellen Folgen der Kolonialherrschaft und die wechselseitige Einflussnahme zwischen Kolonien und den ehemaligen Imperialmächten. Konkret bedeutet das, dass z. B. Erfahrungen von Unterdrückung, Widerstand, Geschlecht, Migration etc., in postkolonialen Kontexten untersucht werden. Insbesondere seit dem Erscheinen von Edward Saids „Orientalism“, der darin eine Konstruktion des „Orients“ durch den Westen und westliche Denkweisen äußert, ist das Forschungsfeld der „Postcolonial Studies“ ins Interesse gerückt. Wie in anderen Formen von transnationalen Untersuchungen, nimmt man auch für die Postkoloniale Ansätze an, dass die Kolonisierung nicht nur Auswirkungen auf die vermeintlich Kolonisierten hatte, sondern auch auf die Kolonisierenden. Die „Postcolonial Studies“ bieten somit auch die Möglichkeit, die „kolonialen Verflechtungen“ und die Folgen des Kolonialismus in der europäischen Welt aufzudecken und zu demonstrieren, in welchem Grad der Kolonialismus das Selbstverständnis Europas und das der europäischen Gesellschaften beeinflusst und geprägt hat.

## Transnationale Erinnerung
Eine besondere Form der Transnationalisierung findet sich in der globalgesellschaftlichen Erinnerung an den Holocaust wieder. Zunächst stellt sich die Frage, wer überhaupt zur Gruppe der Erinnernden gehört und ob es innerhalb dieser Vielzahl von Gruppen eine gibt, z. B. Juden, Juden und Deutsche oder Europäer, der ein „Monopol der Erinnerung“ zusteht. Man könnte auch die Verpflichtung anderer Staaten und Nationen an die Erinnerung hinzunehmen, sodass letztendlich die ganze Welt in die Erinnerungsarbeit involviert wäre. Die Soziologen Natan Sznaider und Daniel Levy haben in ihrer 2002 erschienenen Publikation die kulturelle und massenmedial getragene Transnationalisierung des kollektiven Holocaust-Gedächtnisses analysiert, wobei sie auf die Entwicklungen in Deutschland, Israel und den USA eingegangen sind. Insbesondere die „Veränderung der Erinnerungslandschaft“ durch Medialisierung der Holocaust-Erinnerung – von Kritikern auch ‚Amerikanisierung‘ oder ‚Hollywoodisierung‘ genannt – mithilfe der Adaptionen des Tagebuchs der Anne Frank, des Eichmann-Prozesses, der TV-Serie „Holocaust – Die Geschichte der Familie Weiss“ (1978), dem Spielfilm „Schindlers Liste“ (1993) sowie die Debatte um Daniel Goldhagens Buch „Hitlers willige Vollstrecker“ haben dazu beigetragen, dass sich Gesellschaften auf der ganzen Welt mit dem Thema auseinandersetzen. Die einzelnen Staaten, wie Israel oder Deutschland, verlieren an Einfluss und das globale kollektive Gedächtnis sowie transnationale Medien treten an die Stelle des nationalen Rahmens.

## Methodische Probleme
Der transnationale Ansatz steht aufgrund seines breiten Ansatzes vor besonderen methodischen Problemen. Diese betreffen Selbstverhältnis, Gegenstandswahl und Sprache.
Verhältnis zum Begriff des „Nationalen“: Im Selbstverständnis der transnationalen Geschichte liegt die „Nation“ stets vor. Ganz explizit wird konstatiert, dass die transnationale Geschichte keine „Antithese zur These der konventionellen Nationalgeschichte“ ist. Die sich entwickelnden Begründungen für die Beibehaltung von „Nation“ schwanken daher stark. Einerseits stellen die „Nationen“ das Fundament und den Ausgangspunkt, von dem aus und mit dem operiert wird. Und auch wenn betont wird, dass die transnationale Geschichte sich nicht nur in „nationale Komponenten auflösen ließe“, werden zugleich der „Nationalstaat oder zumindest ein Nationalgefühl“ als konstituierende Faktoren bestimmt. Die Problematik, die „Nation“ sei keine natürliche Einheit, sondern ein Konstrukt, das mit bestimmten, hauptsächlich exkludierenden Intentionen geschaffen wurde, und so ihrerseits auch einen bestimmten Zugang zur Geschichte darstellt, kann im ungünstigsten Fall aus dem Blick geraten und zu einer Perpetuierung der Erfindung „Nation“ beitragen. Die nur teilweise auffindbare Rede von „nationalisierte[n] Kulturen“ grenzt jedoch vom Nationalgefühls-Pathos ab und bietet so eine Reflexionsmöglichkeit dieser Problematik.
Sprach- und Übersetzungsproblematik: Mehr als andere geschichtswissenschaftliche Disziplinen, die sich u. U. nur in einem Sprachraum bewegen, steht die transnationale Geschichte vor einer grundsätzlichen Sprachproblematik. Bereits generell, innerhalb einer Sprache besteht eine Vielzahl von Problemen der Deut- und Interpretierbarkeit sprachlicher und schriftlicher Gegenstände. Es stellt sich für die transnationale Geschichte, da sie ja per definitionem nicht nur Staatsgrenzen, sondern sehr oft auch Sprachgrenzen überschreitet, die Frage nach dem Sprachverständnis, der Übersetzbarkeit. Das ist ein potentiell infinites Feld aus „Nichteindeutigkeiten [der Sprache, wegen] ihrer Unbestimmtheit und ihres Spielraums, […] dann wegen der originalen und essentiellen Kommunikation der verschiedenen Sprachen untereinander durch die Geschichte hindurch […]. [I]st da die Unsicherheit oder die Insuffizienz der Analyse nicht prinzipiell oder irreduzibel?“
Hier zeigt sich jedoch eine grundsätzliche Problematik, die nicht umgangen, aber vermutlich auch nicht gelöst werden kann.
Selbstkonstituierende Fragestellungen: Die transnationale Perspektive birgt das ihr inhärente Risiko, durch die Fragestellung den zu betrachtenden Gegenstand erst selbst zu erschaffen. Anders als etwa bei der Annales-Schule, der aufgrund ihrer Theorielastigkeit ähnliches vorgeworfen wird, ist das Problem bei der transnationalen Geschichte derart, dass Ausgangspunkte sich in der Regel aus Phänomenen innerhalb von „Nationen“ generieren. Wird nicht reflektiert und genau mit dem Gegenstand umgegangen, besteht also die Gefahr, ihn in andere Gesellschaften etc. hineinzuprojizieren. Es setzt voraus, dass es den spezifischen Gegenstand tatsächlich gäbe, also beispielsweise etwas als 'Bürgertum' zu bezeichnen sei, dass es einen epistemischen Gehalt gäbe, der greifbar oder objektivierbar wäre. Und weiter, dass die Exploration oder Deskription des Gegenstandes außerhalb seines Entstehungskontextes möglich, resp. sinnvoll wäre. Dies scheint im Übrigen eines der zentralen Probleme von Vergleichsanalysen zu sein.

## Chancen einer transnationalen Geschichtsforschung
Zum einen stellt der Ansatz der transnationalen Geschichte eine Durchbrechung und positive Erweiterung der bisher vorherrschenden Nationalgeschichte dar. Die transnationale Geschichte öffnet somit neue Zugänge zur Erforschung der Historie, da sie die Möglichkeit bietet, historische Kontexte aus neuen und unterschiedlichen Perspektiven zu betrachten, die zuvor durch die Begrenzung der Historiografie auf Nationalstaatenebene nicht gegeben war. Durch die globale Ausrichtung ist es möglich, größere Einheiten als z. B. den Nationalstaat in den Blick zu nehmen. Auf der anderen Seite erhalten lokale und regionale Geschehnisse durch die steigende Permeabilität von staatspolitischen Grenzen einen Bedeutungszuwachs, ohne eine stark mikrogeschichtlich geprägte Sichtweise anzunehmen.